# Ф'югеста
Ф'югеста (швед. Fjugesta) — містечко (tätort, міське поселення) на Півдні Швеції в лені  Еребру. Адміністративний центр комуни  Лекеберг.

## Географія
Містечко знаходиться у центральній частині лена  Еребру за 200 км на захід від Стокгольма.

## Історія
На південь від містечка знаходяться руїни монастиря Різенберга, заснованого ще в ХІІ столітті.
Поселення відоме ще з часів середньовіччя, але сьогоднішнє містечко виникло обабіч залізничної станції вздовж колії, яка була відкрита в 1897 році.

## Населення
Населення становить 2 185 мешканців (2018).

## Спорт
У поселенні базується спортивний клуб Ф'югеста ІФ, який має футбольні та гандбольні команди.

## Галерея

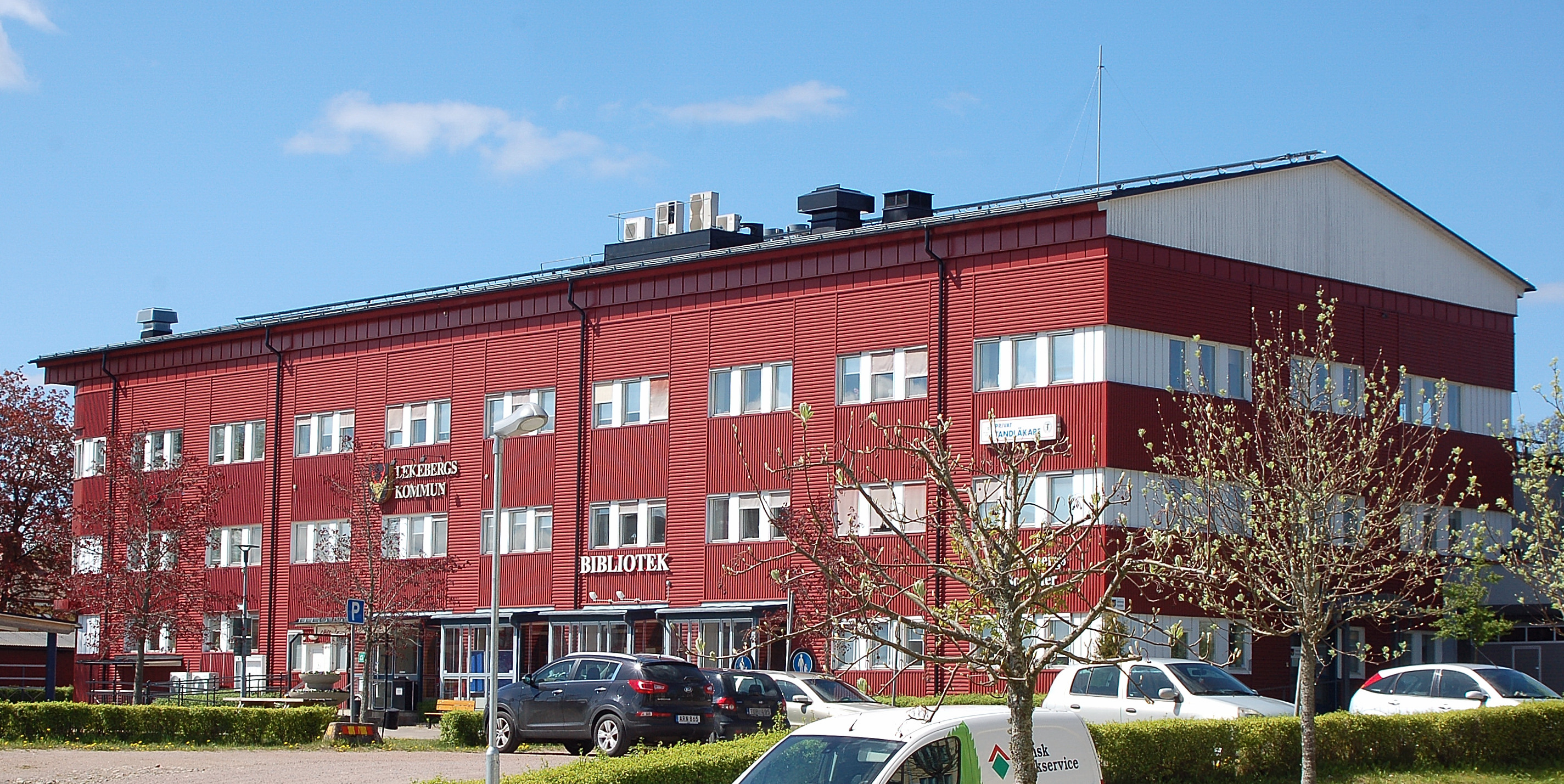
Управа комуни
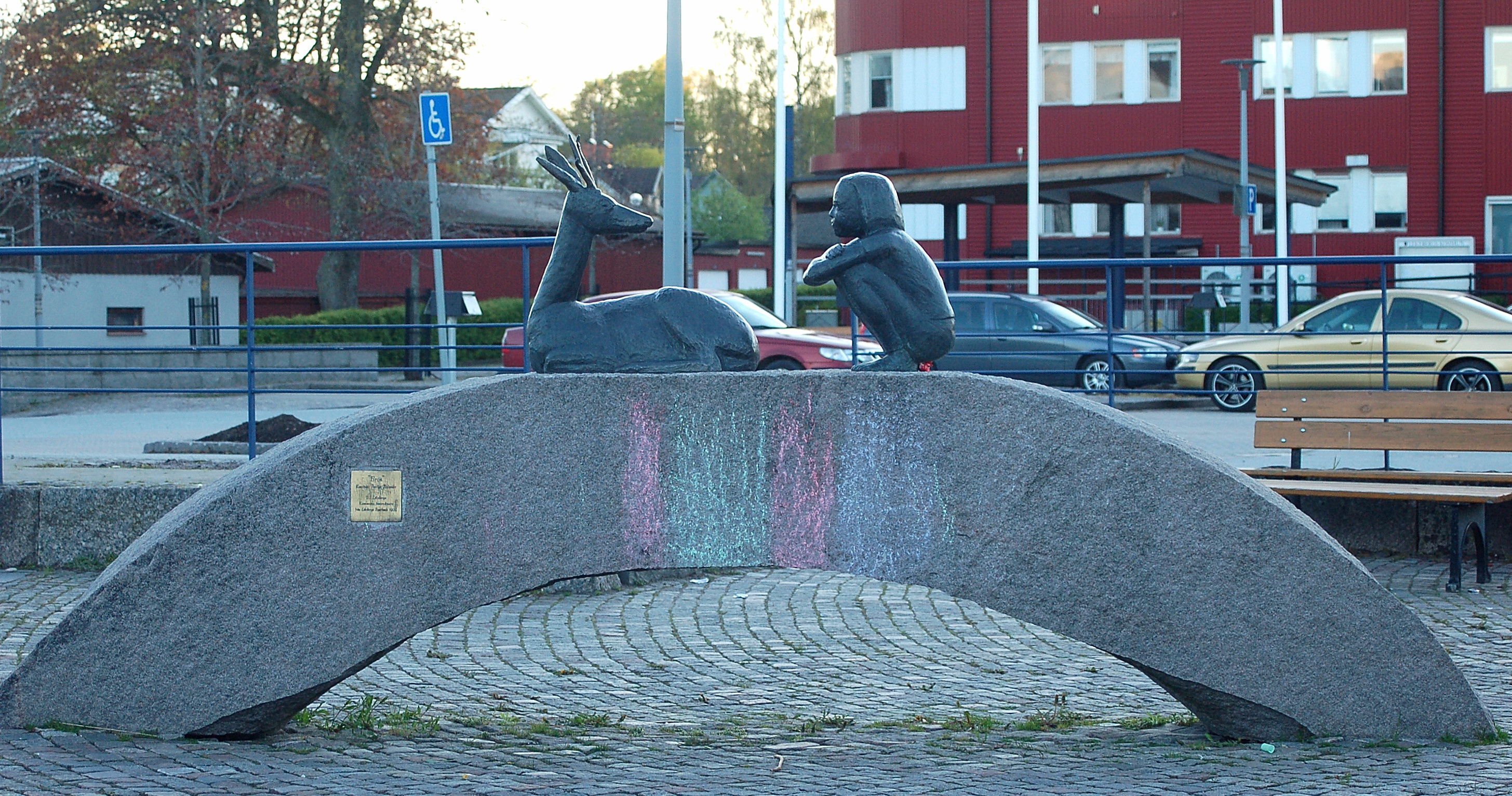
У центрі містечка
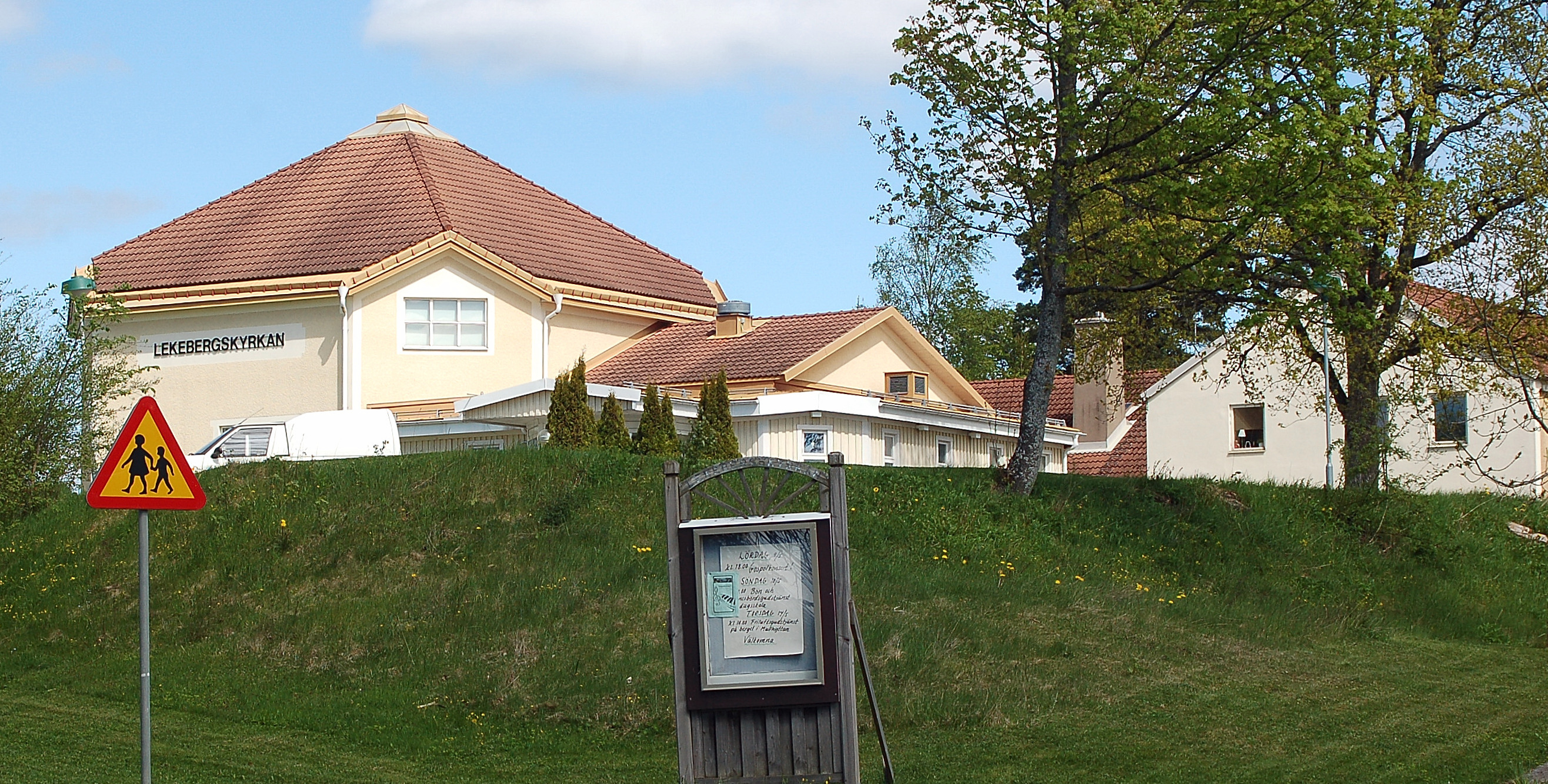
Церква
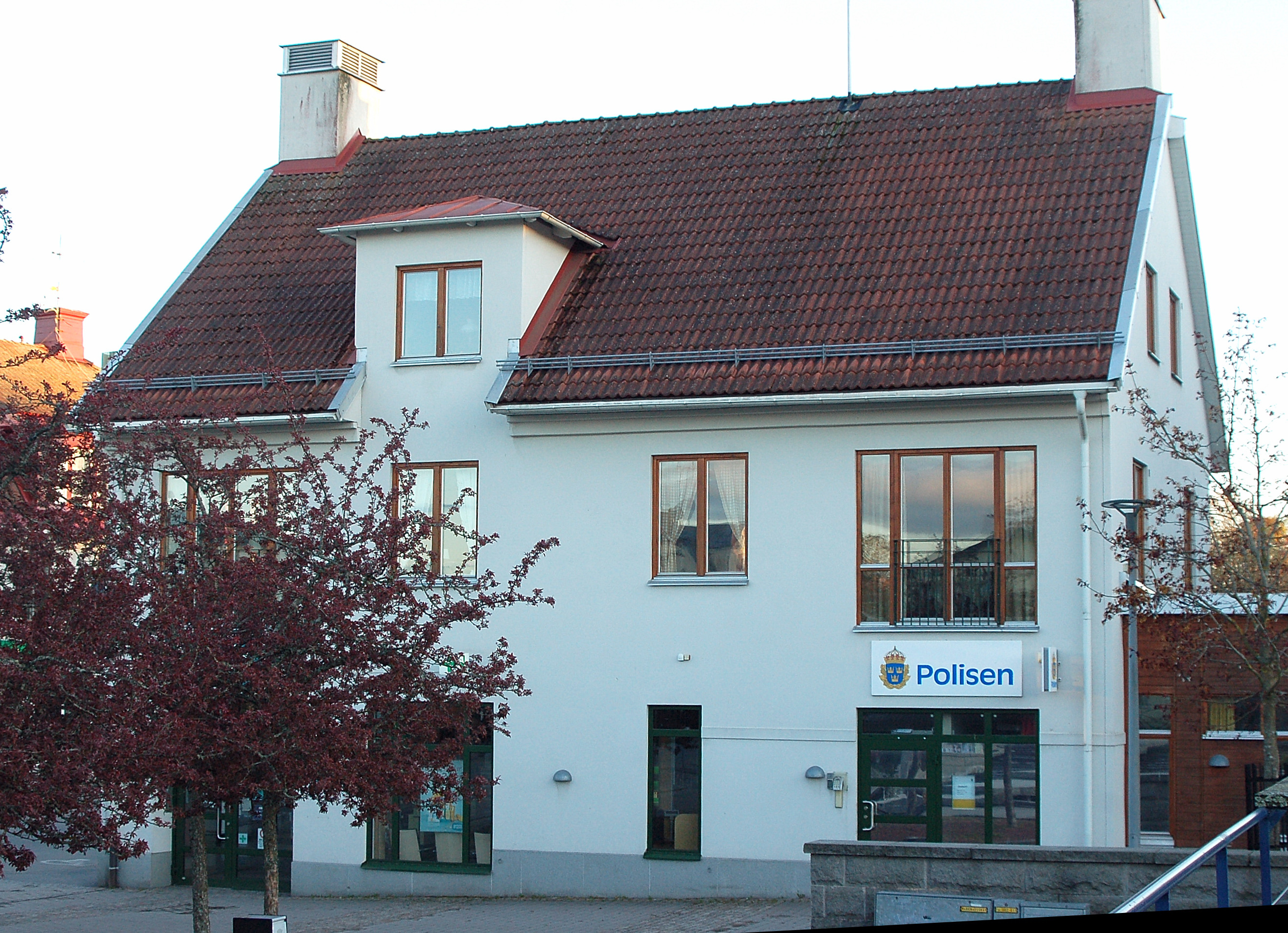
Відділення поліції

## Покликання
- Сайт комуни